# Jaime Hurtado
Jaime Hurtado González (7 de fevereiro de 1937, Malimpia, Esmeraldas – 17 de fevereiro de 1999, Quito, Equador) foi um político equatoriano alinhado ao Movimiento Popular Democrático (MPD), um deputado no parlamento equatoriano, e na época da sua morte estava concorrendo à presidência do Equador.

## Assassinato
Fontes leais ao MPD dizem que Hurtado, seu sobrinho e seu segurança foram mortos a bala às 13:20 do horário local em um local público perto de edifícios bem vigiados do governo. Os assassinos fugiram desimpedidos em um carro. Alegações foram feitas de que o então presidente Jamil Mahuad estaria envolvido.

## Desenvolvimentos recentes
Um dos assassinos suspeitos, Christian Steven Ponce, fugiu do Equador logo após ser preso e foi capturado no Norte do estado de Nova Iorque em fevereiro de 2007 enquanto dirigia sem o cinto de segurança.